# Vincent Malone (Sänger)
Vincent Malone (* 26. Dezember 1958 als Vincent Barrès) ist ein französischer Sänger und vor allem für seine Musik für Kinder bekannt.

## Diskografie
- 1982: Hélène
- 1982: Margareth
- 1984: Du bo, du bon, du mauvais
- 1992: Le Roi des papas
- 1994: Fête des pères
- 1995: Le Roi de Merengue
- 1996: Le Roi de la Trompette
- 2001: Contes, comptines et autres chants de etc...
- 2001: Le Roi des papas.com
- 2003: Ultimate - le roi de la trompette
- 2003: En voiture avec le Roi des papas
- 2004: Super Papa
- 2004: Le petit Chaperon de ta Couleur
- 2004: Cochon-Neige
- 2005: Le Roi des papas en Conserve
- 2008: Le Cabaret magique du Roi des papas

### Les Contes mélangés
1. Boucle ne veut pas dormir
2. Le prince pas charmant
3. Le petit Poucin
4. Le chat beauté
5. La chèvre de Madame Seguin
6. La princesse au petit pois dormant
7. La petite sirène des pompiers
8. Jack et le bourricot magique
9. Pierre et la tortue
10. Le vilain petit Pinocchio
11. La chèvre de Madame Seguin
12. Le petit poucin
13. Boucle ne veut pas dormir
14. Le chat beauté
15. Jack et le bourricot magique
16. La Chanson du Petit Chaperon
17. La petite sirène des pompiers
18. La princesse au petit pois dormant
19. Les héros des contes mélangés

## Filmografie
- 2008: Vinz et Lou (als Vinz)